# 溝口宣勝
溝口 宣勝（みぞぐち のぶかつ）は、安土桃山時代から江戸時代前期にかけての武将・大名。越後国新発田藩2代藩主。

## 生涯
天正10年（1582年）若狭国高浜（現福井県高浜町）に生まれる。始め父・溝口秀勝と共に豊臣秀吉に仕え、慶長2年（1597年）に秀吉の偏諱を受けて秀信と称す。のち宣勝と改める。慶長5年（1600年）の関ヶ原の戦いに際しては、上杉景勝に扇動された上杉遺民一揆を父と共に制圧した。
慶長15年（1610年）、父の死により跡を継いだ。このとき、溝口家は6万石の大名であったが、宣勝は相続にあたって弟の善勝に1万2000石を分与して沢海藩を立てさせたため、新発田藩の石高は5万石となった（2,000石分は新田開発によるもの）。このとき善勝は、生前に父から分与されていた5,000石の領地を兄・宣勝に返し、自らはわずかの領地を改めて分与されたいと申し出たが、宣勝は「自分は家督を継いで国元に行くが、善勝は江戸に留まるので領地が少なくては奉公を勤められない」と言って承知しなかった。これを聞いた徳川秀忠は感心して、上述の通りの分与を申しつけたという逸話が伝わっている。
宣勝は治世を通じて積極的な新田開発を行ない、1万5,500石を新たに得た。宣勝の死後、この1万5500石は次男・宣秋、三男・宣俊、四男・宣知の3人の息子にそれぞれ分与され、嫡男の宣直が継いだ新発田藩の石高はやはり5万石であった。
慶長20年/元和元年（1615年）の大坂の陣では松平忠輝に属して出陣した。寛永5年（1628年）10月29日、江戸において47歳で歿して江戸神田の吉祥寺（のち駒込に移り東京都文京区本駒込に現存）に葬られ、同寺は江戸における同家代々の葬地となった。

## 系譜
- 父：溝口秀勝
- 母：瑞雲院 - 長井源七郎の娘
- 正室：長寿院 - 堀秀政の娘
  - 男子：溝口宣直
  - 男子：溝口宣秋
  - 男子：溝口宣俊
  - 男子：溝口宣知
- 生母不明の子女
  - 女子：蝶姫 - 溝口政勝正室
  - 女子：林清院 - 長谷川正尚室
  - 女子：桐葉院 - 徳永昌勝正室